# سارة إي. بيرد
سارة إي. بيرد (بالإنجليزية: Sarah E. Beard)‏ هي باحثة طبية وممرضة أمريكية، ولدت في 12 نوفمبر 1921 في Truxton, New York ‏ في الولايات المتحدة، وتوفيت في 11 يناير 2012 في بلادوينسفيل في الولايات المتحدة.